# Őraljaboldogfalvi református templom
Az őraljaboldogfalvi református templom műemlékké nyilvánított templom Romániában, Hunyad megyében. A romániai műemlékek jegyzékében a HD-II-m-A-03445 sorszámon szerepel.